# John-Henry Sager
John-Henry Edvard Magnus Sager, född 26 oktober 1904 i Jakobs församling i Stockholm, död 13 augusti 1984 i Engelbrekts församling i Stockholm, var en svensk civilingenjör.

## Biografi
John-Henry Sager var son till förste hovstallmästaren Edvard Sager och Ida Fock. Efter studentexamen 1923 gick han på Kungliga Tekniska Högskolan (KTH) där han avlade civilingenjörsexamen 1930, men studerade även vid Svenska Industritjänstemannaförbundets arbetsledarinstitut 1933 och 1935. Han blev biträdande forskare hos professor Henrik Kreüger på KTH 1931, verkstadsorganisatör hos överingenjör Olof Kärnekull på AB Industribyrån 1935, arbetsstudiechef hos Trafikförvaltningen Göteborg-Dalarne-Gävle 1945 och arbetsstudieingenjör vid SJ 1946. Tillsammans med nämnde Kreüger konsulterades han beträffande akustiken i Göteborgs konserthus. Samarbetet med Kreüger resulterade också i boken Ljudisolering inom byggnader (1934). Efter faderns död 1939 förvaltade John-Henry Sager egna fastigheter i Stockholm samt en egen lantegendom i Västergötland.
Första gången var han gift 1930–1938 med Madeleine Sörensen (1909–1988), dotter till ryttmästaren Einar Sörensen och Nannie Carleson. Under denna tid föddes i familjen sonen Peder Sager (född 1935), som 1975 adopterades av sin biologiske far Jacob Wallenberg.
Andra gången var han gift 1939–1946 med Karin Berger (1913–1998), dotter till majoren i Väg- och vattenbyggnadskåren Einar Berger och Elin, ogift Nilsson. De fick en dotter Yvonne Sager Johard (1943–2014).